# علم‌گرایی
ساینتیسم یا علم‌گرایی (به انگلیسی: Scientism) (که در برخی منابع فارسی‌زبان سیانتیسم هم خوانده شده)، دیدگاهی فلسفی است که روش‌های علوم طبیعی را برتر از تمامی روش‌های جستجوییِ انسانی می‌داند. علم گرایی به معنای اعتقاد به لزوم محوریت علوم تجربی و روش تجربی در همه شئون زندگی است. علم‌گرایی، تنها روش‌های تجربی و استدلالی را جهت توضیح تمامی ابعاد فیزیکی، اجتماعی، فرهنگی و روانی، قابل قبول می‌داند. این دیدگاه، متأثر از تجربی‌گرایی غالب در دوران روشنگری بوده و همچنین، همبسته با پوزیتیویسم آگوست کنت (۱۷۹۸–۱۸۵۷ میلادی) دانسته می‌شود. کنت، معتقد بود که دانش حقیقی تنها از راه تجربه حسی حاصل می‌شود. فریدریش فون هایک (۱۹۵۲ میلادی) دیدگاه کنت را دیدگاهی افراطی دانسته و معتقد بود که این نحوه نگاه، فلسفه منطقی علم را به عقیده‌ای غیرمنطقی و یک ایدئولوژی تبدیل می‌کند. امروزه از طرف برخی کلمه علم‌گرایی یا علم‌زدگی به عنوان واژه‌ای تحقیرآمیز استفاده می‌شود.